# 1586년
1586년은 수요일로 시작하는 평년이다.

## 연호
- 명(明) 만력(萬曆) 14년
- 일본(日本) 덴쇼(天正) 14년
- 후 레 왕조(後黎朝) 꽝흥(光興) 9년
- 막 왕조(莫朝) 도안타이(端泰) 2년

## 기년
- 류큐(琉球) 쇼에이왕(尚永王) 14년
- 명(明) 신종 만력제(神宗 萬曆帝) 14년
- 조선(朝鮮) 선조(宣祖) 19년
- 후 레 왕조(後黎朝) 세종(世宗) 14년
- 막 왕조(莫朝) 막머우헙(莫茂洽) 22년

## 사망
- 12월 12일 - 폴란드-리투아니아 연방의 선거왕, 스테판 바토리